# Analaiva
Analaiva is een plaats en gemeente in Madagaskar gelegen in het district Morondava van de regio Menabe. Er woonden bij de volkstelling in 2001 ongeveer 18.000 mensen.
In de plaats is basisonderwijs en voortgezet onderwijs voor jongeren beschikbaar. 70% van de bevolking is landbouwer en 15% is werkzaam in de veeteelt. Het belangrijkste gewas is suikerriet, waarvan jaarlijks 17.000 ton wordt verwerkt in de suikerfabriek.